# Ozerailles
Ozerailles ist eine französische Gemeinde mit 147 Einwohnern (Stand: 1. Januar 2022) im Département Meurthe-et-Moselle in der Region Grand Est (vor 2016: Lothringen). Sie gehört zum Arrondissement Val-de-Briey und ist Mitglied im Gemeindeverband Communauté de communes Orne Lorraine Confluences. 

## Geographie
Ozerailles liegt etwa 48 Kilometer südsüdwestlich von Luxemburg-Stadt und etwa 27 Kilometer westnordwestlich von Metz. Umgeben wird Ozerailles von den Nachbargemeinden Fléville-Lixières im Westen und Norden, Lubey im Norden, Les Baroches im Osten, Abbéville-lès-Conflans im Süden sowie Thumeréville im Südwesten.

## Bevölkerungsentwicklung

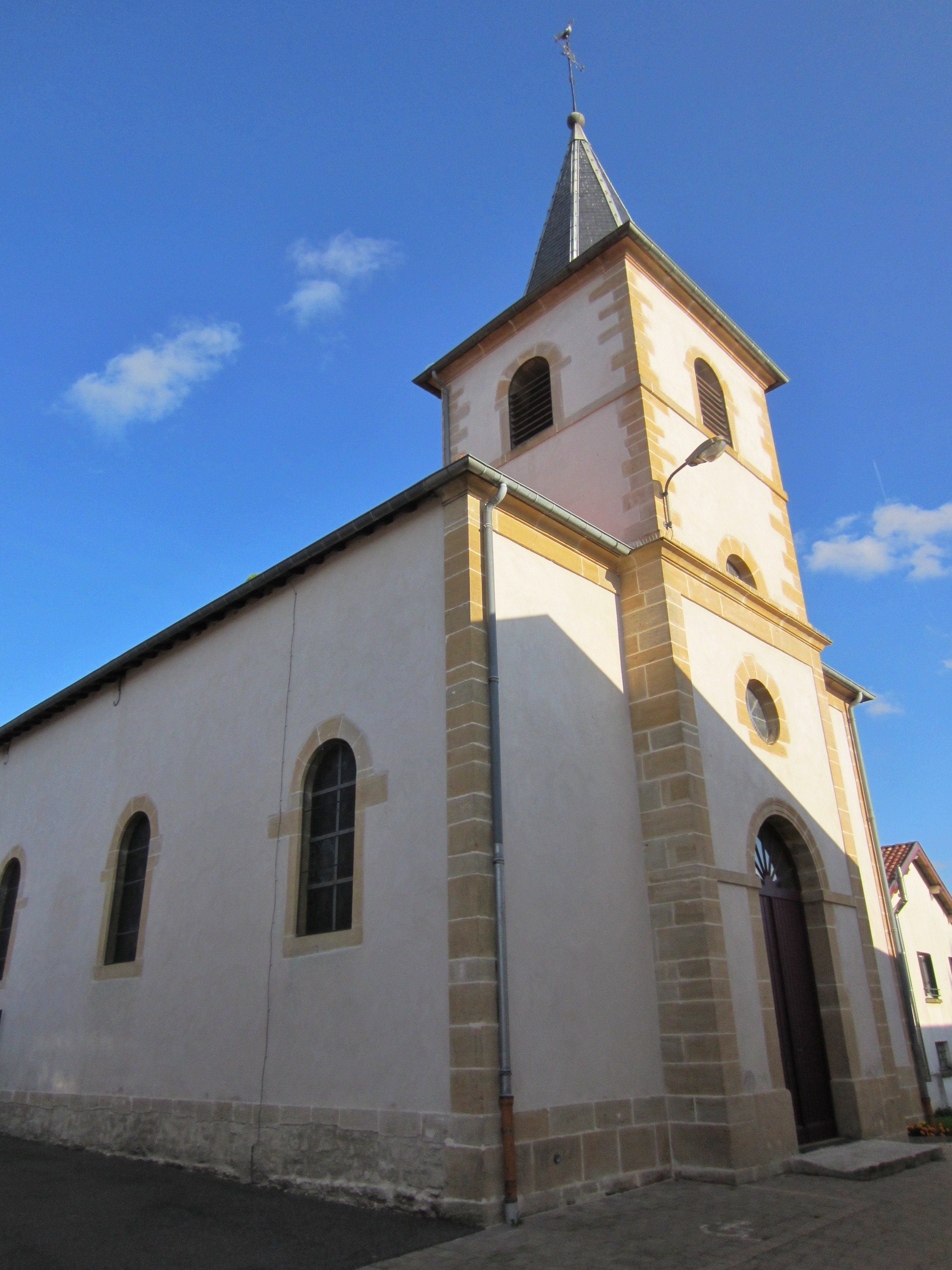
Pfarrkirche Saint-Christophe

| Jahr                       | 1962 | 1968 | 1975 | 1982 | 1990 | 1999 | 2006 | 2019 |
| -------------------------- | ---- | ---- | ---- | ---- | ---- | ---- | ---- | ---- |
| Einwohner                  | 135  | 148  | 124  | 109  | 128  | 134  | 153  | 151  |
| Quellen: Cassini und INSEE |      |      |      |      |      |      |      |      |

## Sehenswürdigkeiten
- Pfarrkirche Saint-Christophe aus dem 19. Jahrhundert als Ersatz für einen Vorgängerbau von 1719